# Titularerzbistum Aegina
Aegina (ital.: Egina) ist ein Titularerzbistum der römisch-katholischen Kirche. 
Es geht zurück auf ein früheres Bistum auf der griechischen Insel Ägina im Saronischen Golf, einem Teil der Ägäis.
| Titularerzbischöfe von Aegina |                    |                                                                  |                  |                    |
| Nr.                           | Name               | Amt                                                              | von              | bis                |
| 1                             | Émile Grouard OMI  | emeritierter Apostolischer Vikar von Grouard (Kanada)            | 28. Februar 1930 | 7. März 1931       |
| 2                             | Franz Borgia Sedej | emeritierter Erzbischof von Gorizia und Gradisca (Italien)       | 25. Oktober 1931 | 29. November 1931  |
| 3                             | John Joseph Mitty  | Koadjutorerzbischof von San Francisco (USA)                      | 29. Januar 1932  | 2. März 1935       |
| 4                             | Saverio Ritter     | Apostolischer Internuntius Kurienerzbischof                      | 5. August 1935   | 21. April 1951     |
| 5                             | Raffaele Forni     | Apostolischer Nuntius Kurienerzbischof Apostolischer Pro-Nuntius | 31. Juli 1953    | 29. September 1990 |